# Didier Flamand
Pour les articles homonymes, voir Flamand.
Didier Flamand est un acteur, auteur et metteur en scène français, né le 12 mars 1947 à Boulogne-Billancourt.

## Biographie
Son frère, Thierry Flamand (1953-) est un illustrateur et décorateur de théâtre et de cinéma, avec qui il a collaboré, entre autres pour sa pièce Prends bien garde aux zeppelins en 2002. En 1993 dans une dramatique primée au festival Cognac du film policier Pris au piège, il interpréte un commissaire de police obtus qui s'acharne par erreur sur un journaliste (Jean-Michel Dupuis) dans le meurtre de sa femme adultère, et aidé par le faux témoignage de la tante (Patachou) du vrai coupable, provoque une erreur judiciaire.

## Filmographie

### Réalisation et scénario
- 1993 : La Vis (court métrage)

### Acteur
- 1972 : George qui ? de Michèle Rosier : Juste Ollivier
- 1973 : Le Sourire vertical de Robert Lapoujade :
- 1973 : Bel ordure de Jean Marbœuf : Un serveur
- 1974 : Le Fantôme de la liberté de Luis Buñuel : Le secrétaire du préfet de police
- 1974 : India Song de Marguerite Duras : Le jeune invité
- 1976 : Un neveu silencieux de Robert Enrico : Antoine
- 1977 : ¡Viva el presidente! de Miguel Littin :
- 1977 : L'Animal de Claude Zidi : Le cousin de Saint-Prix
- 1977 : La Vocation suspendue de Raoul Ruiz : Jérôme
- 1978 : L'Amour en question d'André Cayatte :
- 1978 : Mais ou et donc Ornicar de Bertrand Van Effenterre : Philippe
- 1978 : Le Dernier Amant romantique de Just Jaeckin : Un journaliste
- 1979 : Le Pull-over rouge de Michel Drach : Jean Garnier
- 1980 : Un assassin qui passe de Michel Vianey : Édouard, l'ami de Pauline
- 1980 : Poker menteuses et Révolver matin de Christine Van de Putte (inédit) : Didier
- 1981 : Ballade à blanc de Bertrand Gauthier : Maurice Talmain
- 1981 : La Revanche de Pierre Lary : L'éditeur
- 1982 : Le Bâtard de Bertrand Van Effenterre : Jean Triol
- 1982 : Stella de Laurent Heynemann : Xavier
- 1984 : Blanche et Marie de Jacques Renard : Orion
- 1985 : Mon beau-frère a tué ma sœur de Jacques Rouffio : Journaliste à L'Hebdo de Gauche
- 1986 : Le Complexe du kangourou de Pierre Jolivet : Jacques Kurland
- 1987 : Les Ailes du désir de Wim Wenders : L'ange dans la bibliothèque
- 1987 : La Russe de Mario Camus
- 1988 : Chocolat de Claire Denis : Capitaine Védrine
- 1988 : Blancs cassés de Philippe Venault : François
- 1988 : L'Otage de l'Europe de Jerzy Kawalerowicz : Général Bertrand
- 1989 : Erreur de jeunesse de Radovan Tadic : Patrick
- 1989 : Le Bal du gouverneur de Marie-France Pisier : Charles Forestier
- 1991 : Krapatchouk d'Enrique Gabriel : Lagachis
- 1991 : Les Années campagne de Philippe Leriche : Le père
- 1991 : Blanc d'ébène de Cheik Doukouré : Le lieutenant Joubert
- 1992 : La Crise de Coline Serreau : Monsieur Laville
- 1993 : J'ai pas sommeil de Claire Denis : Le commissaire
- 1993 : Rupture(s) de Christine Citti : L'homme au chien
- 1994 : L'Année Juliette de Philippe Le Guay : Brett
- 1995 : En avoir (ou pas) de Laetitia Masson : le représentant du personnel
- 1995 : Elle de Valeria Sarmiento : Edgar
- 1995 : Sortez des rangs de Jean-Denis Robert : Le capitaine
- 1996 : La Belle Verte de Coline Serreau : L'homme politique
- 1996 : Maigret a peur de Claude Goretta : Le docteur Vernoux
- 1997 : Elles de Luís Galvão Teles (de) : Edgar
- 1997 : Ça ne se refuse pas d'Eric Woreth : Marcus
- 1998 : À vendre de Laetitia Masson : le muet
- 1998 : Quasimodo d'El Paris de Patrick Timsit : Le Gouverneur d'El Paris
- 1999 : Meilleur Espoir féminin de Gérard Jugnot : Belabre
- 2000 : Les Destinées sentimentales d'Olivier Assayas : Guy Barnery
- 2000 : Les Rivières pourpres de Mathieu Kassovitz : Le recteur
- 2000 : Code inconnu de Michael Haneke : Le directeur
- 2001 : Ceci est mon corps de Rodolphe Marconi : Gabriel
- 2001 : The Château de Jesse Peretz : Jean
- 2001 : Les Rois mages de Didier Bourdon et Bernard Campan : L'ami de la mère
- 2001 : Sexes très opposés d'Eric Assous : Gérard
- 2002 : Le Raid de Djamel Bensalah : Lino
- 2002 : Ni pour ni contre (bien au contraire) de Cédric Klapisch : un journaliste
- 2002 : Ah ! si j'étais riche de Michel Munz et Gérard Bitton : M. Agénor
- 2002 : Merci Docteur Rey d'Andrew Litvack : Le détective
- 2003 : Double Zéro de Gérard Pirès : Pierre de Franqueville
- 2003 : Dans le rouge du couchant d'Edgardo Cozarinsky : Kusnet
- 2003 : Dissonances de Jérôme Cornuau : Henri
- 2004 : L'Enquête corse d'Alain Berbérian : Dargent
- 2004 : Travaux, on sait quand ça commence... de Brigitte Roüan : Thierry
- 2004 : L'Ex-femme de ma vie de Josiane Balasko : René
- 2004 : Love (en) de Vladan Nikolic (en) : Jean Mitnick Rochand
- 2004 : Factotum de Bent Hamer : Pierre
- 2004 : Les Choristes de Christophe Barratier : Pépinot adulte
- 2005 : Vive la vie d'Yves Fajnberg : Le psy
- 2005 : Imposture de Patrick Bouchitey : Massignon
- 2005 : Les Brigades du Tigre de Jérôme Cornuau : Le préfet de police
- 2006 : Jeune homme de Christoph Schaub : Hugues Dumoulin
- 2006 : L'Entente cordiale de Vincent De Brus : Général Mandelieu
- 2006 : La Maison du bonheur de Dany Boon : Le banquier
- 2007 : L'Île aux trésors d'Alain Berberian : Le Buzzard
- 2009 : Ne te retourne pas de Marina De Van : Robert
- 2010 : Coursier d'Hervé Renoh : Maurice Skjqurilngskwicz
- 2011 : Une pure affaire d'Alexandre Coffre : Michel, le père de Christine
- 2011 : Poulet aux prunes de Marjane Satrapi et Vincent Paronnaud : Le maître de musique
- 2011 : Notre paradis de Gaël Morel : Victor
- 2011 : Let My People Go ! de Mikael Buch : André
- 2012 : Il était une fois, une fois de Christian Merret-Palmair : M. Detarnaud, le directeur de l'hôtel
- 2013 : Les Clowns (cs) de Viktor Tauš : Oskar
- 2013 : L'Harmonie familiale de Camille de Casabianca : René, le père
- 2014 : L'Art de la fugue de Brice Cauvin : Chastenet
- 2014 : 1001 Grammes de Bent Hamer : Gérard
- 2016 : Retour chez ma mère d'Éric Lavaine : Jean Laborde
- 2018 : Eva de Benoît Jacquot : le père de Caroline
- 2018 : Moi et le Che de Patrice Gautier : Le camarade de lutte
- 2019 : Fahim de Pierre-François Martin-Laval : Fressin
- 2021 : Un tour chez ma fille d'Éric Lavaine : Jean
- 2022 : Les Volets verts de Jean Becker : professeur Biguet
- 2023 : Little Girl Blue de Mona Achache : Jorge Semprún
- 2023 : Daaaaaalí ! de Quentin Dupieux : Salvador Dalí, âgé
- 2025 : 100 Millions ! de Nath Dumont : Jacques

#### Courts métrages
- 1974 : L'Atelier de Patrick de Mervelec
- 1976 : Enfin de Daniel Jouanisson
- 1986 : Teresa de Anne-Madeleine Gonzales
- 1986 : Faire la fête de Anne-Marie Miéville
- 1986 : Première séance de Gilles Delavaud
- 1986 : La Cocada (Prolégomènes) de Christian Zerbib
- 1987 : L'ère du Verseau de Luc Bongrand
- 1987 : L'amour selon Jeanne de Valéries Deschênes
- 1988 : Le cabinet noir des pâles amours de Catherine Tissier-Ventura
- 1995 : Somnia ou le voyage en hypnopompia de Hélène Guétary (voix seulement)
- 1997 : Babiole de Bruno Daniault : Le thérapeute
- 2002 : Avec préméditation de Bernard Villiot : Édouard
- 2003 : Par amour d'Yvon Marciano : Le comédien
- 2005 : Sentence finale de Franck Allera : Le directeur de l'hôpital psychiatrique
- 2008 : Vincent, le Magnifique de Pascal Forney : Blackstone

#### Télévision
- 1974 : La Confession d'un enfant du siècle de Claude Santelli : Valentin
- 1974 : Les Faucheurs de marguerites de Marcel Camus : Latham
- 1974 : Le Pain noir de Serge Moati (feuilleton télévisé) : Le parrain
- 1980 : Mont-Oriol d'après Guy de Maupassant de Serge Moati : Gontrand de Ravenel
- 1981 ou 1982: joue dans « Messieurs les jurés », réalisé par Gérard Gozlan
- 1982 : Paris-Saint-Lazare : M. Belleau
- 1984-1986 : Un seul être vous manque de Jacques Doniol-Valcroze (feuilleton télévisé) : Guillaume
- 1985 : Le Deuxième Couteau  de Josée Dayan (téléfilm) : Yan Brique
- 1987 : Monsieur Benjamin : Maurice
- 1991 : L'Amérique en otage (Iran: Days of Crisis) : Sadegh Ghotbzadeh
- 1992 : Imogène de Michel Grisolia et Martin Lamotte (épisode 36.15 Bise Marine) :
- 1993 : Pris au piège, de Michel Favart: Le commissaire Anjubault
- 1994 : Julie Lescaut épisode 1, saison 3 : Ville basse, ville haute, de Josée Dayan — Vincent Vermer
- 1996 : L'Insoumise : Jourdain
- 1996 : J'ai rendez-vous avec vous : David
- 1997 : Viens jouer dans la cour des grands : Villeneuve
- 1997 : Des gens si bien élevés : Pierre
- 1998 : Un père en plus : Hubert
- 1999 : Florence Larrieu, le juge est une femme Excès de pouvoir : Nonzi
- 2002 : Alice Nevers, le juge est une femme Juge contre Juge : Juge Gendreau
- 2003 : Julie, chevalier de Maupin de Charlotte Brandström : Gaston de Maupin
- 2003]: Les Liaisons dangereuses de Josée Dayan : Le directeur de l'École polytechnique
- 2003 : Franck Keller : Luc Vernet
- 2003 : Princesse Marie : Jean
- 2004 : Les Montana : Charles Montana
- 2004 : Vous êtes libre ? de Pierre Joassin : Paul
- 2005 : La Blonde au bois dormant de Sebastien Grall : Docteur Georges Parrain
- 2006 : L'Affaire Christian Ranucci : Le combat d'une mère de Denys Granier-Deferre : Le ténor du barreau
- 2006 : La Tempête de Bertrand Arthuys : Christopher
- 2007 : Une maman pour un cœur de Patrice Martineau : Professeur Sarlat
- 2010 : En cas de malheur de Jean-Daniel Verhaeghe : Marc Guérand
- 2010 : 1788... et demi d'Olivier Guignard : Armand du Roy d'Aransson
- 2011 : La Pire Semaine de ma vie de Frédéric Auburtin : Richard
- 2011 : Frères de Virginie Sauveur : Lazare
- 2011 : Les Belles-sœurs de Gabriel Aghion : Yvan
- 2011 : V comme Vian de Philippe Le Guay : Jean Paulhan
- 2011 : À la maison pour Noël de Christian Merret-Palmair : Jeff
- 2011 : Changer la vie de Serge Moati : Jacques Chaban-Delmas
- 2012 : Des soucis et des hommes de Christophe Barraud : Étienne
- 2013 : Rouge Brésil de Sylvain Archambault : Thévet
- 2014 : La Guerre des ondes de Laurent Jaoui : Philippe Henriot
- 2015 : Une chance de trop de François Velle : Edouard Delaunay
- 2015 : Le Passager de Jérôme Cornuau : Jean-Claude Chatelet
- 2015 : Lettre à France de Stéphane Clavier : Guy
- 2015 : Stavisky, l'escroc du siècle de Claude-Michel Rome : L'inconnu
- 2015 : Le Sang de la vigne (saison 6, épisode 3 - Pour qui sonne l'angélus) de René Manzor : Léo Mathieu Delaunay
- 2016 : La Loi de Christophe de Jacques Malaterre : Charles Devaux
- 2017 : Les Brumes du souvenir de Sylvie Ayme : Bertrand Gilbert
- 2017 : Cassandre (épisode Le Valet noir) : Charles Favereau
- 2018 : Capitaine Marleau (saison 2, épisode 7 : Ne plus mourir, jamais)  de Josée Dayan : Pr Lalou
- 2018 : Coup de foudre sur un air de Noël d'Alexandre Laurent : Christian
- 2019 : Les Enfants du secret de David Morley : Gabriel Lorenzi
- 2019 : Un homme parfait de Didier Bivel : Henri
- 2019 : Marjorie (épisode L'Age de raison) : Raphaël
- 2019 : Mouche de Jeanne Herry : Papa
- 2019 : Un homme abîmé de Philippe Triboit : Jacques Delorme
- 2021 : Meurtres à Porquerolles de Delphine Lemoine : Hubert Taillard
- 2021 : Deux femmes d'Isabelle Doval : Georges Leroux
- 2023 : Flair de famille (série) : Bernard
- 2024 : Made in France de Mathilde Vallet : André
- 2025 : Les Rives du fleuve de Guillaume Nicloux : Jacques

## Théâtre

### Auteur et metteur en scène
- 1977-1981 : Prends bien garde aux zeppelins, Paris[Où ?]
- 1978 : Ecce Homo ? , mise en scène et texte de Didier Flamand, d'après Henri Michaux, Avignon ; décors de Thierry Flamand
- 1982 : Société 1, Paris[Où ?]
- 1983 : La Manufacture[Où ?]
- 2002 : Prends bien garde aux zeppelins, Théâtre national de Chaillot, Paris ; décors de Thierry Flamand Recréation de la pièce de 1977[1]

### Metteur en scène
- 1977 : La Colline, d'après l'œuvre de Colins, mise en scène de Bernard Rousselet, Jean-Luc Terrade, Didier Flamand, Théâtre des Bouffes du nord, Paris
- 1983 : Le cadeau de l'empereur, opéra de Giovanna Marini, Avignon
- 2006 : Manon Lescault, opéra de Puccini, mis en scène par Didier Flamand et Jean Reno, Turin, Italie

### Acteur
- 1980 : Prométhée - Porte-feu d'après Eschyle, mise en scène André Engel, Théâtre national de Strasbourg
- 1985 : La Nuit d'Irlande de Bruno Bayen, mise en scène Hélène Vincent, Festival d'Avignon
- 1986 : La Nuit d'Irlande de Bruno Bayen, mise en scène Hélène Vincent, Théâtre Ouvert
- 1987 : Allez hop ! de Pascal Rambert, mise en scène de l'auteur, Ménagerie de verre
- 1988 : Des sentiments soudains de Jean-Louis Livi, mise en scène Jean Bouchaud, Théâtre de la Renaissance
- 1989 : Le Chemin solitaire d'Arthur Schnitzler, mise en scène Luc Bondy, Théâtre du Rond-Point
- 2000 : La Dame aux camélias de René de Ceccatty d’après Alexandre Dumas fils, mise en scène Alfredo Arias, Théâtre Marigny
- 2002 : La Grande Roue de Václav Havel, mise en lecture Marcel Bozonnet, Festival d'Avignon
- 2005 : Sous le ciel de Quichotte de Jean-Claude Carrière et Dorothée Zumstein, mise en scène Romain Bonnin, Printemps des comédiens Montpellier
- 2009 : Le Démon de Hannah d'Antoine Rault, mise en scène Michel Fagadau, Comédie des Champs-Élysées
- 2012 : La Dame de la mer de Henrik Ibsen, mise en scène Claude Baqué, Théâtre des Bouffes du Nord
- 2013 : Nos femmes d'Eric Assous, mise en scène Richard Berry, Théâtre de Paris
- 2015 : Bettencourt Boulevard de Michel Vinaver, mise en scène Christian Schiaretti, TNP de Villeurbanne
- 2016 : Bettencourt Boulevard de Michel Vinaver, mise en scène Christian Schiaretti , théâtre national de la Colline
- 2022 : Lettres à un ami allemand d'Albert Camus, mise en scène Julien Gelas, théâtre du Chêne noir

## Doublage

### Cinéma

#### Films
- 2009 : Le Ruban blanc : le médecin (Rainer Bock)
- 2010 : The Ghost Writer : Roy (Tim Preece)
- 2010 : Le Discours d'un roi : Cosmo Lang (Derek Jacobi)
- 2011 : Oh My God! : Robert Dalrymple (Jonathan Pryce)
- 2012 : Week-end royal : Franklin Delano Roosevelt (Bill Murray)
- 2013 : Il était temps : le père de Tim (Bill Nighy)
- 2013 : Un été à Osage County : Charles Aiken (Chris Cooper)
- 2014 : Grace de Monaco : Olivier Dahan (Robert Lindsay)
- 2015 : Macbeth : Duncan (David Thewlis)
- 2017 : Churchill : Jan Smuts (Richard Durden)
- 2018 : Everybody Knows : Jorge (José Ángel Egido)
- 2019 : Dark Waters : Phil Donnelly (Victor Garber)

#### Films d'animation
- 2011 : Poulet aux prunes : le maître de musique

## Distinctions

### Récompenses
- 1995 : César du meilleur court métrage à la 20e cérémonie des César, pour La Vis, qu'il a écrit et réalisé

### Nominations
- 1994 : Nommé pour l'Oscar du meilleur court métrage en prises de vues réelles à la 66e cérémonie des Oscars, pour La Vis.